# Phyllosticta thalictri
Phyllosticta thalictri är en svampart som beskrevs av Westend. 1857. Phyllosticta thalictri ingår i släktet Phyllosticta och familjen Botryosphaeriaceae.   Inga underarter finns listade i Catalogue of Life.